# André Devaux
André Émile Devaux (Laon, Aisne, 4 d'agost de 1894 - Chaumont, Alt Marne, 28 de febrer de 1981) va ser un atleta francès, especialista en els 400 metres llisos, que va competir a començaments del segle xx.
El 1920 va prendre part en els Jocs Olímpics d'Anvers. Disputà una sola prova del programa d'atletisme, la cursa del 4x400 metres relleus, formant equip amb Georges André, Gaston Féry i Maurice Delvart, on guanyà la medalla de bronze.
El 1914 es va proclamar campió nacional dels 400 metres.